# Sideral Linhas Aéreas
Sideral Linhas Aéreas è una compagnia aerea brasiliana con sede a São José dos Pinhais mentre i suoi hub principali sono l'aeroporto di Brasilia, l'aeroporto di Rio de Janeiro-Galeão e l'aeroporto di San Paolo-Guarulhos.

## Storia
Sideral è stata fondata nel 2010 e appartiene al Gruppo Expresso Adorno, con sede a São José dos Pinhais, iniziando come compagnia aerea cargo. Attualmente opera voli per la Rete Postale Notturna (RPN), un servizio postale che consente l'invio di merci verso destinazioni in meno di 24 ore, oltre ai servizi di trasporto merci in generale.
All'inizio del 2017, Sideral ha noleggiato alcuni aeromobili da Rio Linhas Aéreas, che aveva cessato le operazioni. Nel dicembre dello stesso anno, la compagnia ha ricevuto l'approvazione dalla National Civil Aviation Agency per il trasporto di passeggeri, e attualmente ha tre aeromobili adattabili a questo scopo nella sua flotta.
Nel giugno 2019, la società ha richiesto l'autorizzazione all'ANAC per gestire rotte passeggeri dall'aeroporto di Congonhas.

## Flotta

### Flotta attuale
A dicembre 2022 la flotta di Sideral Linhas Aéreas è così composta:

### Flotta storica
Sideral Linhas Aéreas operava in precedenza con i seguenti aeromobili: